# 坎普德瓦诺尔
坎普德瓦诺尔（西班牙語：Campdevánol），是西班牙加泰罗尼亚赫罗纳省的一个市镇。总面积33平方公里，总人口3422人（2013年），人口密度105人/平方公里。